# Red Dunn
Joseph Dunn, detto Red (Milwaukee, 21 giugno 1901 – Milwaukee, 15 gennaio 1957), è stato un giocatore di football americano statunitense che ha giocato nel ruolo di quarterback nella National Football League (NFL). Al college giocò a football alla Marquette University.

## Carriera professionistica
Soprannominato “Red” per il colore dei suoi capelli, Dunn possedeva un'egualmente colorita personalità. Giocò a football, basket e baseball alla Marquette Academy e in seguito frequentò la Marquette University, venendo premiato come All-American dopo aver guidato i “Golden Avalanche” nel 1922 e 1923 a un record di 17-0-1. Coi Green Bay Packers fu il "generale in campo" di Curly Lambeau, guidando la squadra alla vittoria di tre campionati NFL consecutivi, nel 1929, 1930 e 1931. In seguito si dedicò al ruolo di allenatore, fungendo da assistente a Frank Murray alla Marquette University (1932–40). Nel 1976 fu inserito nella Green Bay Packers Hall of Fame.

## Vittorie e premi

### Franchigia
- Campione NFL: 3

Green Bay Packers: 1929, 1930, 1931

### Individuale
- Green Bay Packers Hall of Fame

## Statistiche
| Partite totali | 91 |